# Informateur
Als Informator oder Informateur wird die nach Wahlen zur Belgischen Abgeordnetenkammer (bzw. vor 2012 auch zur Zweiten Kammer des niederländischen Parlaments) vom jeweiligen König der Belgier (bzw. vor 2012 auch König(in) der Niederlande) beauftragte Person bezeichnet, die die Möglichkeiten einer Regierungsbildung sondiert. Durch den Einsatz eines Informators ergibt sich für das jeweilige Staatsoberhaupt die Möglichkeit, sich aus den Auseinandersetzungen um eine Regierungsbildung weitgehend herauszuhalten.
Der Informator kommt meistens aus dem Umfeld der Parteien, die vermutlich die jeweils neue Regierung bilden werden, ist aber zumeist nicht (mehr) politisch aktiv.
Der Auftrag für den Informator lautet in der Regel, Untersuchungen über die Möglichkeiten zur Bildung eines Kabinetts anzustellen, „das mit einer fruchtbaren Zusammenarbeit mit dem Parlament rechnen kann“. Im Klartext bedeutet dieses, dass der Informator seine Untersuchungen mit dem Ziel führen soll, die Bildung einer Regierung mit parlamentarischer Mehrheit zu ermöglichen.
Kann der Informator seinen Auftrag erfolgreich erfüllen, erstattet er der dem König einen Abschlussbericht, in dem er dem Staatsoberhaupt die Ernennung eines Formateurs zur Bildung eines Kabinetts vorschlägt. Dieser ist zumeist der künftige Ministerpräsident.
Im Großherzogtum Luxemburg kann ebenfalls ein Informator eingesetzt werden, falls einer Regierung durch die Abgeordnetenkammer das Misstrauen ausgesprochen wurde bzw. eine Regierungsbildung gescheitert ist.
In den Niederlanden wählt seit 2012 das Parlament selbst einen Verkenner (Späher), der die Regierungsbildung sondiert, auch der Formateur wird seitdem dort vom Parlament selbst gewählt.